# Francisco Tello de León
Francisco Tello de León (Granada, 1594-L'Aquila, 16 de febrero de 1662) fue un sacerdote católico español, religioso trinitario calzado y obispo de L'Aquila (Italia).

## Biografía
Francisco Tello de León nació en Granada hacia 1594. Ingresó a la Orden de la Santísima Trinidad y de los Cautivos en el convento de Toledo, siendo ya sacerdote secular. Fue enviado a Nápoles como ministro del convento de la Santísima Trinidad de los Españoles. Fue consultor de sus virreyes y comisario general de los trinitarios españoles de Nápoles. Por su fama de predicador, fue llamado a predicar cuaresmas enteras en Valencia, Zaragoza, Lisboa, Roma, Nápoles, Génova, Caller y otras ciudades de Cerdeña. Tello de León fue nombrado obispo de L'Aquila en el antiguo Reino de Nápoles, el 1 de junio de 1654, por el papa Inocencio X. Recibió la consagración episcopal de manos del cardenal Marzio Ginetti, obispo de Albano. Luego de gobernar por 8 años la diócesis, Tello murió el 16 de febrero de 1662. De él se conservan algunos sermones y panegíricos.